# Mike Hedges
Mike Hedges (Nottingham, 1953) es un ingeniero de sonido y productor musical británico.

## Carrera
Hedges empezó su carrera como ingeniero y productor independiente en 1981, ayudando a consolidar el sonido de las bandas The Cure y Siouxsie and the Banshees desde sus instalaciones en Camden. Su primera colaboración importante fue con The Cure, dando como resultado su primer sencillo, "Killing an Arab". Continuó trabajando con dicha banda en su estudio de Camden y acogió a otras agrupaciones del movimiento post-punk como The Associates y Siouxsie and the Banshees.
Desde entonces ha trabajado con una extensa lista de artistas de diversos géneros como U2, Dido, Manic Street Preachers, Travis, Texas, The Beautiful South, Everything But The Girl, The Cooper Temple Clause y Sarah Brightman.